# 중화 타이베이

중화 타이베이 올림픽 위원회 엠블럼

중화 타이베이 또는 차이니스 타이베이 또는 중화 대북(영어: Chinese Taipei, 한자:中華臺北 약칭 TPE)는 중화민국이 국제기구에 가입할 때 주로 사용하는 대체 명칭이다. 중국이 국호 '대만'(臺灣, Taiwan)을 사용하지 못하도록 압력을 가하고 있기 때문이다. 이에 수반하여 대만의 국기, 대만의 국가 등 중화민국의 상징물도 제한된다. 국제 올림픽 위원회(IOC)에서 처음으로 사용되었는데, 1979년에 중국의 베이징에 있는 올림픽 위원회를 중국 올림픽 위원회(Chinese Olympic Committee)로 사용하고 대만의 타이베이에 있는 올림픽 위원회를 중화 타이베이 올림픽 위원회(Chinese Taipei Olympic Committee)로 호칭하기로 결정한 데서 유래된 것이다.

## 중화 타이베이의 기
매화기(梅花旗)는 올림픽과 그 외의 스포츠 대회에서 중화 타이베이 명의로 참가하는 대만 선수단을 상징하는 기이다. 1980년부터 양안 관계와 관련된 문제로 인하여 중화민국의 국기를 대신하는 기로 사용되고 있다.
|                                                                                |                                                    |                                                                       |
| 올림픽 기 (IOC 주관. 올림픽 이외의 종목별 대회에서도 대부분 이 기를 사용한다.) | 패럴림픽 기 (2004년~)                              | 패럴림픽 기 (1994~2004년)                                             |
|                                                                                |                                                    |                                                                       |
| 데플림픽 기                                                                    | 유니버시아드(세계대학경기대회)위원회기 (FISU 주관) | 국제축구연맹에서 사용한 축구기 (실제 경기에는 올림픽기를 사용하였다.) |
|                                                                                |                                                    |                                                                       |
| 2006년까지 사용한 축구 협회의 기                                               | 배구 협회의 기                                     | e스포츠 대표팀의 기                                                   |

## 타이완, 펑후, 진먼, 마쭈 개별 관세 영역
타이완, 펑후, 진먼, 마쭈 개별 관세 영역 또는 중화 타이베이는 대만이 세계 무역 기구(WTO)에서 쓰는 이름이다. 2001년 중국과 동시 가입했다.

## 중국 타이완성
중국 타이완성(중국어: 中国台湾省, 영어: Taiwan Province, China)은 대만을 중국의 행정 구역 가운데 일부로 보는 경우에 쓰는 명칭이다. 이에 대한 해석이 다른데, 중화인민공화국에서는 중화인민공화국 타이완성, 중화민국에서는 중화민국 타이완성으로 해석한다. 이는 양안 컨센서스에서 합의된 내용으로, 두 정부 모두 하나의 중국 정책을 견지하되 이에 대한 해석은 각자에 맡기기로 한 결과다. 타이완성은 중화인민공화국의 법적 행정 구역으로 등록되어 있으나 실효 통치 지역이 아니기 때문에 공산당 서기와 성장이 없고 대신 국무원대만사무판공실이 대만에 대한 행정적 업무를 본다.
타이완 성은 국부천대 이래 중화민국 최대의 행정 구역이 되었다.

## 다른 명칭
- 홍콩(중국 홍콩, 영어: Hong Kong, China)의 경우처럼, 중국 타이베이(영어: Taipei, China)를 사용하는 경우도 있다. 아시아 개발 은행, 아시아 태평양 경제협력체나 국제 통계에서 사용한다.
  - 한편 홍콩은 홍콩특별행정구(Hong Kong Special Administration Region, HKSAR)라는 명칭을 대외적으로 사용하는 것이 허락되어 있다. 단, 이는 홍콩이 중화인민공화국의 일부라는 사실에 근거한다.
- 타이완특별행정구(Taiwan Special Administration Region, TWSAR, or TSAR)라는 명칭은 덩샤오핑(등소평, 鄧小平)에 의해 처음으로 쓰였다. 지금은 일국양제 통일 방식의 상징이 된 명칭으로, 실제로 발효된 것은 아니다.
- 제한적으로, 또 비공식적으로, 중화민국 내에서든 세계 어느 나라든, 중화민국은 타이완이라는 명칭으로 불린다. 공식적으로 중화인민공화국은 ‘타이완’이라는 명칭을 국호처럼 쓰는 것 또한 인정하지 않는다.

## 중화민국이 대외적으로 국호를 사용하는 경우

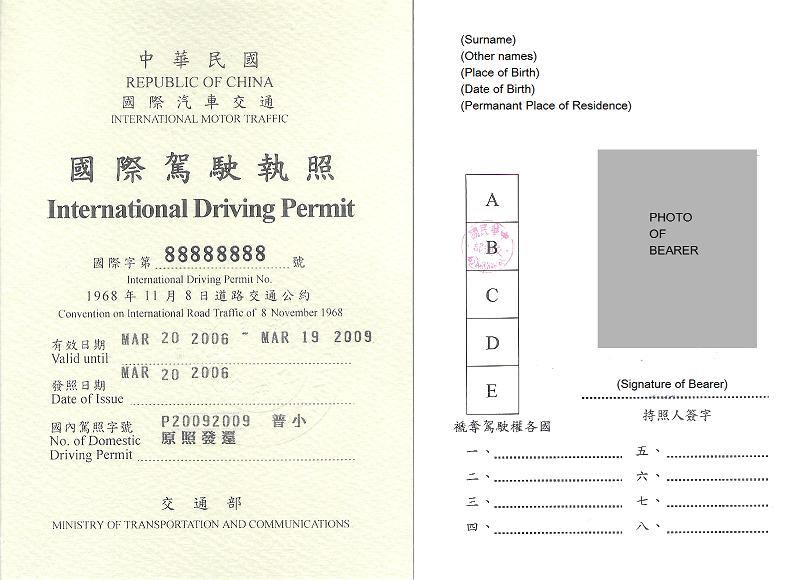
대만에서 발급된 국제운전면허증. 중화민국이라는 정식 명칭을 사용한다.

- 중국 국민당이 참여하는 보수주의 정당의 국제 단체인 국제민주연합에서는 중화인민공화국이 참여하지 않기 때문에 중화민국이 자국의 이름을 사용할 수 있으나 중국 대륙을 대표하지는 않는다. 중화인민공화국은 중국 공산당이 주도하는 사회주의 일당 독재 체제이고, 공식적으로 보수주의를 표방하는 정당이 없어서 중화인민공화국의 정당은 여기에 가맹해 있지 않다. 이러한 이유 때문에 국제민주연합은 중화인민공화국을 ‘비가입국’으로 표기한다.
- 바티칸 시국은 중화인민공화국이 성립하기 전부터 중화민국이 중국을 대표해 오는 것으로 간주하여 1942년에 맺은 수교도 유지하고 있다. 성좌는 중화민국을 지칭할 때에도 ‘중국’으로 부르며, 미수교국인 중화인민공화국은 ‘중화인민공화국’으로 구분한다. 실제로 천수이볜 전 총통이 2005년 교황 요한 바오로 2세의 선종식에도 참여하였고, 마잉주는 2013년 교황 프란치스코 즉위식에 참석하였다.
- 아시아 개발 은행과 국제 연합과 그 산하 기관(일부 제외)에서는 중화인민공화국이 참여하기 전에는 정식 회원국으로 중화민국 국호를 사용할 수 있었으며 중국 전체를 대표했다. 현재, 유엔 및 산하/관련 기관에서 중국 대표로서의 권리는 1971년 유엔 총회 결의 제2758호에 의거하여 중화인민공화국이 승계하였고 중화민국은 이에 항의, ‘탈퇴’하여[3] 회원국이 아닌 상태이다. 이외에도 1980년대 이전까지 중화민국은 다수의 국제 기구에서 자국 국기와 국호를 사용할 수 있었으나 이후 위축되었다. 다만 아시아 개발 은행에서는 국호만 바뀌는 정도에 그쳤다.
- 중화민국과 수교 중인 17개 국가에서는 중화민국이 중국을 대표한다고 간주하거나, 정식 국가로 승인하고 있다.
- 국제기구인 중미 통합 체제(SICA)에 중화민국으로 가입하였다. 중미 통합 체제의 가입국들 중 상당수가 중화민국과 수교국들이다.
- 중화민국의 스카우트 연맹은 세계 스카우트 연맹에서 중국 스카우트 (Scouts of China)라 한다. 홍콩, 마카오는 자체 스카우트 연맹이 있다. 한편 중화인민공화국에도 비공식 스카우트 연맹이 있지만 국가 혹은 공산당 차원의 지원은 없다.
- 프리메이슨은 중화인민공화국에서 불법 단체로 규정되어 있기 때문에 중국 지부인 중국미생총회(中國美生總會, Grand Lodge of China)는 대만에 본부가 있다.
- 중화인민공화국은 국제운전면허증을 인정하지 않으며 발급하지도 않는다. 중화민국은 국제운전면허증을 인정 및 발급하며 중화민국에서 발급한 국제면허에는 정식 국호가 표기되어 있다.

## 같이 보기
- 타이베이시
- 대만 해협
- 대만